# Paso de Lewis y Clark
El paso de Lewis y Clark es un paso de montaña en la divisoria continental en Montana (Estados Unidos) a una altitud de 6424 pies (1958 m) sobre el nivel del mar. El paso se encuentra en la cabecera de los drenajes del río Blackfoot que fluye hacia el oeste y el río Dearborn que fluye hacia el este, en el Bosque Nacional Helena en el condado de Lewis y Clark. El Continental Divide Trail atraviesa el paso de norte a sur.
A principios del siglo XIX, el paso era un camino muy utilizado por donde los pueblos nativos cruzaban la división continental. Meriwether Lewis cruzó el paso con un grupo de nueve hombres y su perro Seaman el 7 de julio de 1806, en el tramo de vuelta de la expedición de Lewis y Clark. El paso lleva el nombre de los dos líderes de la expedición, Lewis y William Clark.
Es el único paso de montaña sin caminos en todo el sendero histórico nacional Lewis and Clark. Ha pasado de ser uno de los pases de división continental más utilizados antes de la era pionera a uno de los pases menos visitados en la actualidad. Se puede acceder por un sendero de 1,5 millas (2,4 km). Los visitantes modernos encuentran el paso como lo hizo Lewis en 1806. Los surcos dejados por los innumerables travois de perros y caballos que cruzaron el paso todavía son visibles (aunque se desvanecen), y es uno de los pocos lugares a lo largo de la ruta de la expedición donde los visitantes aún pueden encuentro con un oso grizzly. En un día despejado, los visitantes del paso pueden ver Square Butte en el condado de Cascade, 40 millas (64 km) al noreste.

## Antiguo camino indio
El paso sobre la división continental ahora conocido como El Paso de Lewis y Clark era parte de un camino muy utilizado por los nativos americanos ya que era fácilmente transitable y lo más importante la ruta atravesaba El Paso Lewis y Clark y también el Paso Lolo más al oeste, era la ruta más corta y fácil entre las llanuras del este de Montana y el valle del río Columbia. Los guías Nez Perce de Meriwether Lewis en 1806 se refirieron al camino sobre el paso como el "Buffalo Road" o el sendero "Cokahlarishkit". Sin embargo el paso también fue utilizado por partidas de guerra de los pueblos nómadas que vivían en las llanuras del este de Montana para realizar incursiones en las tribus del oeste de Montana que vivían en los valles entre montañas. El paso se describió como un sendero amplio y "bien transitado" cuando Meriwether Lewis lo atravesó en 1806.
El paso de Lewis y Clark no es el paso más bajo de la zona. Rogers Pass , 5,3 millas (8,5 km) al suroeste cruza la divisoria continental a una altitud de 800 pies (240 m) más baja, y es parte de Montana Highway 200. Sin embargo, Lewis y Clark es el paso con los accesos más fáciles a la cumbre por el que los nativos podían viajar, utilizando travois para perros y más tarde para caballos.
Antes de la época de Lewis y Clark, el paso era probablemente uno de los más transitados y más utilizados en el norte de las Montañas Rocosas. Irónicamente, hoy en día es el paso menos utilizado en la ruta de la Expedición de Lewis y Clark, ya que todos los demás pasos son atravesados por caminos aptos para vehículos.

## Ubicación
La ciudad de Lincoln está ubicada a 58 millas al noroeste de Helena en la autopista 200 y es una comunidad de servicio completo. El Paso de Lewis y Clark está ubicado a 9 millas al este de Lincoln a la salida de la autopista 200. Gire hacia el norte en Alice Creek Rd (FS Road 293) y conduzca 11 millas hasta el comienzo del sendero. Una caminata cuesta arriba de 1.5 millas llega a la cima del paso.